# Потёмка
Потёмка — ручей в северо-восточной части Тверской области России, левый приток Кесьмы. Протекает по территории Весьегонского района. Длина ручья составляет 18 км, площадь водосборного бассейна — 95,1 км².
Река берёт начало в 2 км к западу от деревни Алексино на высоте около 167 метров. Течёт на северо-запад, через 2 км поворачивает на северо-восток, затем на север. Протекает через населённые пункты Бухрово, Борихино и Чижово. Далее реку пересекает автодорога местного значения 28Н-0204 Иваново — Копаево. Потёмка направляется на северо-восток, протекает через деревни Малышево и Бор. Устье реки находится в 32 км по левому берегу реки Кесьма. Основные притоки: Рагоська (лев.) и Давыдова (прав.).

## Данные водного реестра
По данным государственного водного реестра России относится к Верхневолжскому бассейновому округу, водохозяйственный участок реки — Рыбинское водохранилище до Рыбинского гидроузла и впадающие в него реки, без рек Молога, Суда и Шексна от истока до Шекснинского гидроузла, речной подбассейн реки — Реки бассейна Рыбинского водохранилища. Речной бассейн реки — (Верхняя) Волга до Куйбышевского водохранилища (без бассейна Оки).
Код объекта в государственном водном реестре — 08010200412210000005037.